# Los Encinos, Lerma
Los Encinos, officiellt Fraccionamiento y Club de Golf los Encinos, är ett samhälle i kommunen Lerma i delstaten Mexiko i Mexiko. Orten hade 2 233 invånare vid folkräkningen år 2020.